# Southorpe, West Lindsey
Southorpe var en civil parish från 1858 till 1936 då den blev en del av Northorpe, i grevskapet Lincolnshire, i England. Civil parish var belägen 10 km från Gainsborough och hade 28 invånare år 1931. Byn nämndes i Domedagsboken (Domesday Book) år 1086, och kallades då Altero Torp.